# 가와스미 히로시

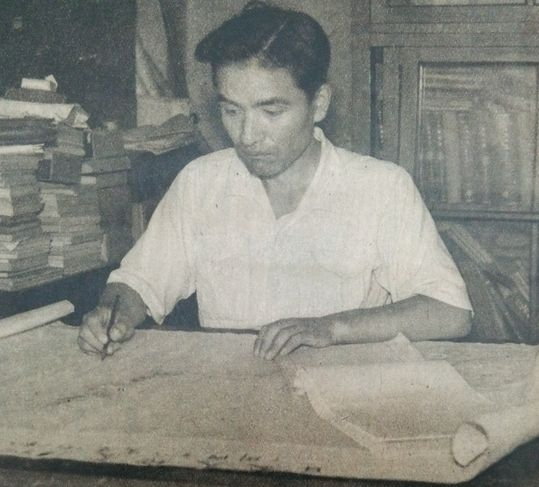
카와스미 히로시

가와스미 히로시 (河角 廣, 1904년 ~ 1972년) 은 일본의 지진학자이다. 나가노현 출신. 도쿄 대학 교수. 이학박사.